# واقعاً دیوانه
واقعاً دیوانه (انگلیسی: Just Nuts) یک فیلم کمدی صامت کوتاه به کارگردانی هال روچ است که در سال ۱۹۱۵ منتشر شد. از بازیگران این فیلم می‌توان به هارولد لوید اشاره کرد. این تنها فیلمی از مجموعه‌فیلم‌های «ویلی» است که امروزه در دسترس است و نسخه‌ای از آن در موزه جرج ایستمن و موزه هنر مدرن نگهداری می‌شود.